# Sarah Aarons
Sarah Paige Aarons, nota precedentemente come Paige IV o semplicemente come Sarah (Melbourne, 4 ottobre 1994), è una cantautrice australiana.

## Biografia
Sarah Aarons ha firmato con la Sony/ATV Music Publishing nel 2013. Due anni più tardi ha collaborato nel singolo Keeping Score di LDRU, certificato doppio disco di platino in Australia. Nel 2017 è diventata ambasciatrice della APRA AMCOS, vincendo cinque APRA Music Awards negli anni successivi per il suo lavoro come autrice. Ai Grammy Awards 2019 è stata candidata per la Canzone dell'anno come autrice di The Middle di Zedd, Maren Morris e Grey.
Aarons ha scritto brani per artisti come Camila Cabello, Galantis, Khalid, Dua Lipa, Lykke Li, Demi Lovato, Mabel e Jessie Ware.

## Discografia

### Singoli
- 2015 – Problems Aside (Smizzy feat. Paige IV)
- 2015 – Keeping Score (LDRU feat. Paige IV)
- 2016 – Lonely Walls (Pon Cho feat. Paige IV)
- 2016 – Frozen (Pon Cho feat. Paige IV)
- 2018 – Never Ever (The Rubens feat. Sarah)